# Verwaltungsgemeinschaft Zschorlau
Die Verwaltungsgemeinschaft Zschorlau ist eine sächsische Verwaltungsgemeinschaft zwischen den beiden Gemeinden Zschorlau und Bockau im Erzgebirgskreis. Erfüllende Gemeinde und Verwaltungssitz ist Zschorlau.

## Geographie
Das etwa 41 km² bemessende Verwaltungsgebiet befindet sich im Westerzgebirge auf einer Höhenlage zwischen 500 und 550 Metern über NHN. Beide Mitgliedsgemeinden trennt die Zwickauer Mulde, die im Vogtland entsteht und bei Colditz mit der Freiberger Mulde zur vereinigten Mulde zusammenläuft. Zschorlau, das mit 22 km² den größeren Anteil an der Verwaltungsfläche besitzt, liegt dabei nördlich der Zwickauer Mulde. Das 19 km² große Bockau erstreckt sich südlich des Flusses. Ein weiteres Gewässer in der Umgebung ist beispielsweise der Zschorlaubach.
Die Verwaltungsgemeinschaft grenzt im Nordwesten an Schneeberg und im Nordosten an die Große Kreisstadt Aue. Im Osten ist die Stadt Lauter-Bernsbach benachbart, südöstlich des Verwaltungsgebietes befindet sich die Große Kreisstadt Schwarzenberg/Erzgeb. Im Süden und Südwesten grenzt die Stadt Eibenstock, im Westen die Gemeinde Stützengrün an.
Verkehrlich wird das Gebiet der beiden Gemeinden im Wesentlichen durch die Bundesstraße 283 erschlossen, die dem Verlauf der Zwickauer Mulde folgt. Über die Bundesstraße bestehen in Richtung Aue Anschlüsse an die Bundesautobahn 72 über Hartenstein oder Stollberg/Erzgeb. Mit der in Aue beginnenden Bundesstraße 101 ist zudem die Autofahrt über Schwarzenberg in die Kreisstadt Annaberg-Buchholz möglich. In der anderen Richtung der B 283 besteht über Eibenstock der Anschluss bis nach Klingenthal an die Grenze zu Tschechien. Die beiden Mitgliedsgemeinden verbindet außerdem die sächsische Staatsstraße 273 direkt. Diese Strecke beginnt in Zschorlau und endet südlich von Bockau an der S 274.

## Mitgliedsgemeinden
Am 1. Januar 1999 schlossen sich die beiden Gemeinden, die damals noch Teil des Landkreises Aue-Schwarzenberg waren, zu einer Verwaltungsgemeinschaft zusammen. Zschorlau als erfüllende Gemeinde bekam damit diverse kommunale Aufgaben von Bockau, wie beispielsweise das Erstellen von Flächennutzungsplänen, übertragen.
Im Folgenden sind die beiden Mitgliedsgemeinden mit ihren eventuell vorhandenen amtlichen Gemeindeteilen aufgeführt:
- Zschorlau, mit den Ortsteilen Albernau, Burkhardtsgrün und Zschorlau
- Bockau, ohne weiteren amtlichen Gemeindeteil

Seit der Kreisgebietsreform am 1. August 2008 gehört die Verwaltungsgemeinschaft zum Erzgebirgskreis, in dem zum 1. Januar 2013 noch zehn weitere Verwaltungsgemeinschaften bestanden.

## Bevölkerungsentwicklung
Lebten im Verwaltungsgebiet zur Gründung der Verwaltungsgemeinschaft noch knapp unter 9000 Menschen, fällt die Einwohnerzahl seitdem stetig. Im Jahr 2005 wohnten noch rund 8500 Menschen in Zschorlau und Bockau, 2011 waren es erstmals weniger als 8000. Am 31. Dezember 2012 lebten 7858 Personen im Verwaltungsgebiet. Davon entfielen 5446 auf die Gemeinde Zschorlau und 2412 auf die Gemeinde Bockau.
| Jahr | Einwohner |
| ---- | --------- |
| 1999 | 8980      |
| 2000 | 8923      |
| 2001 | 8858      |
| 2002 | 8745      |
| 2003 | 8645      |
| 2004 | 8607      |
| 2005 | 8517      |

| Jahr | Einwohner |
| ---- | --------- |
| 2006 | 8447      |
| 2007 | 8303      |
| 2008 | 8200      |
| 2009 | 8138      |
| 2010 | 8016      |
| 2011 | 7994      |
| 2012 | 7858      |